# Yuichiro Hata
Yuichiro Hata (羽田 雄一郎?, Hata Yūichirō; Tokyo, 29 luglio 1967 – Tokyo, 27 dicembre 2020) è stato un politico giapponese.

## Biografia
Membro del Partito Democratico del Giappone, divenuto poi Partito Democratico per il Popolo nel 2018, fu nel 2012 per alcuni mesi Ministro delle Infrastrutture, dei Trasporti e del Turismo.
Hata è morto sul finire del 2020, per complicazioni da COVID-19; aveva 53 anni.